# Спасоевич, Михайло
Михайло Спасоевич (серб. Mihajlo Spasojević; род. 15 февраля 2004, Сербия) — сербский футболист, нападающий клуба «Чукарички».

## Клубная карьера
Спасоевич — воспитанник клуба «Чукарички». 18 мая 2021 года в матче против «Радника» из Сурдулицы он дебютировал в сербской Суперлиге. 9 июля 2022 года в поединке против ТСЦ Михайло забил свой первый гол за «Чукарички». 